# Maurice Vinot
Maurice Vinot (París, 3 de novembre de 1888 – Pontlevoy 23 de juny de 1916) va ser un actor cinematogràfic de nacionalitat francesa, actiu en l'època del cinema mut.

## Biografia
Fill d'un empleat de comerç, Maurice Vinot va néixer al número 8 rue de la Folie-Méricourt sl 11è districte de París. Va començar la seva carrera cinematogràfica com a protegit del director Louis Feuillade el 1908 i va aparèixer en aproximadament dues-centes pel·lícules; la majoria són pel·lícules dirigides per Feuillade. El seu primer paper cinematogràfic conegut va ser al curtmetratge de 1908 dirigit per Feuillade Le Récit du colonel al costat de les actrius Renée Carl i Alice Tissot. Vinot seguiria amb una sèrie d'altres curtmetratges estrenats el 1908 en papers dirigits per Feuillade i una altra vegada, compartint facturació amb Carl i Tissot. Vinot treballarà de manera constant en pel·lícules fins al 1914 i l'esclat de la Primera Guerra Mundial quan es va allistar a la recentment creada Força Aèria Francesa, obtenint el grau de soldat de 2a Classe. La seva última aparició cinematogràfica va ser a la pel·lícula de Gérard Bourgeois Protéa IV ou Les mystères du château de Malmort, filmada el 1914 i estrenada pòstumament el 1917.

## Mort
Mentre feia entrenament de vol a l'escola d'aviació de Tours (ara, l'Aeròdrom de Tours), Vinot es va convertir en la primera víctima de la base aèria quan el seu Caudron G.3 es va estavellar el 23 de juny de 1916 prop de Pontlevoy. Un testimoni contemporani va declarar que l'avió es trobava a 30 metres d'altitud quan de sobte es va estavellar contra el terra. Vinot va morir a l'instant i un altre aviador, Mousson, va resultar greument ferit. Vinot tenia 27 anys. Un "carrer", el segon a l'esquerra després de passar el portal de l'escola d'aviació militar de Tours, va portar més tard el nom de rue Vinot en honor seu. Havia estat casat des de 1913 amb l'actriu Marthe Vinot.

## Filmografia
1908
- Le Récit du colonel, de Louis Feuillade
- L'Orpheline, de Louis Feuillade
- L'Innocent, de Louis Feuillade
- L'Incendiaire, de Louis Feuillade
- Le Tabac de grand-père, de Louis Feuillade
- Le Secret du glacier, de Étienne Arnaud
- Le Roman de Sœur Louise, de Louis Feuillade
- Le Miracle des roses, de Étienne Arnaud i Émile Cohl
- Le Korrigan, de Étienne Arnaud
- Le Dévouement d'un interne, de Étienne Arnaud
- Le Devoir, de Louis Feuillade
- La Traite, de Louis Feuillade
- La Dévoyée, de Louis Feuillade
- Incognito, de Étienne Arnaud
- Hôtel du silence, de Étienne Arnaud

1909
- Voleurs d'enfants, de Louis Feuillade
- Vers le Pôle Sud, de Louis Feuillade
- Vanité, de Louis Feuillade
- Un premier amour, de Louis Feuillade
- Une femme pour deux maris, de Étienne Arnaud
- Tu ne tueras point, de Louis Feuillade
- Robert le diable, de Étienne Arnaud
- Rayons et ombres, de Louis Feuillade
- Probité mal récompensée, de Louis Feuillade
- Pauvre chiffonnier, de Louis Feuillade
- Matelot, de Louis Feuillade
- Madame Bernard, de Louis Feuillade
- Loin du bagne, de Louis Feuillade
- L'Idée du pharmacien, de Louis Feuillade
- Le Voile des nymphes, de Louis Feuillade
- Les Vieux, de Louis Feuillade
- Le Spectre, de Louis Feuillade
- Le Spadassin, de Louis Feuillade
- Les Deux Sœurs, de Louis Feuillade
- Les Deux Mères, de Louis Feuillade
- Les Deux devoirs, de Étienne Arnaud
- Le Rêve d'amour, de Étienne Arnaud
- Le Puits, de Louis Feuillade
- Le Péché d'une mère, de Louis Feuillade
- L'Épave, de Louis Feuillade
- Le Paralytique, de Louis Feuillade
- Le Noël du vagabond, de Louis Feuillade
- Le Miroir magique, de Louis Feuillade
- Le Mirage, de Louis Feuillade
- Le Mensonge de Sœur Agnès, de Louis Feuillade
- Le Huguenot, de Louis Feuillade
- Le Fou, de Louis Feuillade
- Le Domino rouge, de Louis Feuillade
- Le Docteur Carnaval, de Émile Cohl
- Le Crucifix, de Louis Feuillade
- Le Collier de la reine, de Étienne Arnaud i Louis Feuillade
- La Tirelire solide, de Étienne Arnaud
- La Redingote, de Louis Feuillade
- La Princesse d'Ys, de Étienne Arnaud
- La Mort de Sire de Framboisy, de Louis Feuillade
- La Mort de Cambyse, de Louis Feuillade
- La Lettre anonyme, de Louis Feuillade
- La Fiancée du pion, de Étienne Arnaud
- La Fiancée du batelier, de Louis Feuillade
- La Croix de l'empereur, de Louis Feuillade
- La Contrebandière, de Louis Feuillade
- La Chasse au bois hanté, de Louis Feuillade
- La Bouée, de Louis Feuillade
- La Boîte de Pandore, de Louis Feuillade
- La Berceuse, de Louis Feuillade
- La Bague, de Louis Feuillade
- Idylle corinthienne, de Louis Feuillade
- Beaucoup de bruit pour rien, de Romeo Bosetti
- Les Heures : l'aube, l'aurore, de Louis Feuillade
- Les Heures : le matin, le jour, de Louis Feuillade
- Les Heures : le midi, la vesprée, le crépuscule, de Louis Feuillade
- Les Heures : le soir, la nuit, de Louis Feuillade
- Le Printemps, de Louis Feuillade
- La Mère du moine, de Louis Feuillade
- Judith et Holopherne, de Louis Feuillade
- La Course pédestre, de Louis Feuillade
- La Possession de l'enfant, de Louis Feuillade
- Le Savetier et le Financier, de Étienne Arnaud
- La Mort de Mozart, de Étienne Arnaud i Louis Feuillade
- La Légende des phares, de Louis Feuillade
- La Chatte métamorphosée en femme, de Louis Feuillade
- Fra Vincenti, de Louis Feuillade
- Les Filles du cantonnier, de Louis Feuillade
- Don Quichotte, de Émile Cohl
- La Cigale et la Fourmi, de Louis Feuillade

1910
- Pauvre petit, de Louis Feuillade
- Le Lys d'or, de Louis Feuillade i Léonce Perret
- Le Festin de Balthazar, de Louis Feuillade
- Le Bon Samaritain, de Léonce Perret
- L'Œuvre accomplie, de Louis Feuillade
- Pâques florentines, de Louis Feuillade
- Amphytrion, de Étienne Arnaud
- L'Autre, de Georges-André Lacroix
- L'An Mil, de Louis Feuillade
- La Brouille, de Louis Feuillade
- Les Carbonari, de Louis Feuillade
- Les Chaînes, de Émile Cohl
- Christophe Colomb, de Étienne Arnaud
- Esther, de Louis Feuillade
- Étienne Marcel, de Étienne Arnaud
- L'Exode, de Louis Feuillade
- La Faute d'un autre, de Louis Feuillade
- La Fiancée du conscrit, de Louis Feuillade
- La Fille du passeur, de Louis Feuillade
- Lysistrata ou la Grève des baisers, de Louis Feuillade
- Le Martyre d'une femme, de Louis Feuillade
- Le Matelot criminel, de Louis Feuillade
- 1814, de Louis Feuillade
- Le Miroir, de Louis Feuillade
- La Mort de Camoens, de Étienne Arnaud
- Le Noël du chiffonnier, de Louis Feuillade
- Le Roi de Thulé, de Étienne Arnaud
- Roland à Roncevaux, de Louis Feuillade
- Le Tricheur, de Louis Feuillade
- Les Sept Péchés capitaux VI : la colère, de Louis Feuillade
- Les Douze travaux d'Hercule, de Émile Cohl
- La Nativité, de Louis Feuillade
- Mater Dolorosa, de Louis Feuillade
- Le Pain quotidien, de Louis Feuillade
- L'Apprenti, de Étienne Arnaud
- Benvenuto Cellini, de Étienne Arnaud
- La Colombe, de Étienne Arnaud
- Conscience de fou, de Louis Feuillade
- Le Demi solde, de Étienne Arnaud
- La Dot de la forêt, de Étienne Arnaud
- Le Doute, de Étienne Arnaud
- L'Enfant disgracié, de Louis Feuillade
- L'Héritage, de Louis Feuillade
- Le Journal d'une orpheline, de Louis Feuillade
- La Justicière, de Louis Feuillade
- La Légende de Daphné, de Louis Feuillade
- Maudite soit la guerre, de Louis Feuillade
- La Mauvaise Nouvelle, de Louis Feuillade
- Le Mauvais hôte, de Louis Feuillade
- Le Quart d'heure de Rabelais, de Louis Feuillade
- La Restitution, de Louis Feuillade
- La Vengeance posthume du Dr. William, de Louis Feuillade
- La Vie de Pouchkine, de Louis Feuillade
- Le Billet de loterie, de Louis Feuillade

1911
- Quand les feuilles tombent, de Louis Feuillade
- Les Capuchons noirs, de Louis Feuillade
- André Chénier, de Louis Feuillade i Étienne Arnaud
- Tante Aurore, de Louis Feuillade
- La Lettre aux cachets rouges, de Louis Feuillade
- Le Destin des mères, de Louis Feuillade
- Tant que vous serez heureux, de Louis Feuillade

1912
- Les Braves Gens, de Louis Feuillade
- L'Amazone masquée, de Henri Fescourt
- Le Proscrit, de Louis Feuillade
- Le Château du silence, de Georges-André Lacroix
- L'Ennemie, de Henri Fescourt
- La Flétrissure, de Georges-André Lacroix
- La Lumière qui tue, de Henri Fescourt
- Le Mensonge, de Henri Fescourt
- Le Naufragé, de Henri Fescourt
- Petite Rosse, de Léonce Perret
- L'Anneau fatal, de Louis Feuillade
- L'Oubliette, de Louis Feuillade
- Le Maléfice, de Louis Feuillade
- Le Puits 313, de Georges-André Lacroix
- Quand l'amour s'en va, de Georges-André Lacroix
- Un vol a été commis, de Henri Fescourt
- La Voix des cloches, de Georges-André Lacroix
- L'Associée, de Georges-André Lacroix
- En détresse, de Georges-André Lacroix
- La Substitution, de Georges-André Lacroix

1913
- La Dentellière, de Léonce Perret
- Fleur fanée... cœur aimé..., de René Le Somptier
- Fascination, de Gérard Bourgeois
- Le Revenant, de Louis Feuillade
- La Voix d'or, de Georges-André Lacroix
- L'amour qui sauve, de Maurice Mariaud
- Le Baiser rouge, de Georges-André Lacroix
- L'Enfant sur les flots, de Georges-André Lacroix
- L'Obsession du souvenir (anònim)
- Rêve au clair de lune (anònim)
- Le Guet-apens, de Louis Feuillade
- La Force de l'argent, de Léonce Perret
- Léonce cinématographiste, de Léonce Perret
- Le Cœur qui meurt, de Georges-André Lacroix
- Le Cachet rouge (anònim)
- Chacun sa destinée, de Raoul d'Auchy
- Les Drames du Pôle (anònim)
- L'Empreinte fatale, de Georges-André Lacroix
- L'Homme qui vola, de Georges-André Lacroix
- Le Treizième convive, de Georges-André Lacroix

1914
- Le Prix de Rome, de René Le Somptier
- La Main de l'autre, de Maurice Mariaud
- Célibataire, de René Le Somptier
- La Châtelaine, de Louis Feuillade
- François Villon, de Louis Feuillade
- La plus petite (anònim)
- Le Temps des cerises, de René Le Somptier
- Protéa II ou Protée et l'auto infernale, de Joseph Faivre
- Les Fiancés de Séville, de Louis Feuillade
- L'Oiseau blessé, de Georges-André Lacroix
- La Chanson de la mer, de Georges-André Lacroix

1917
- Protéa IV ou les mystères du château de Malmort (pòstum), de Gérard Bourgeois